# 侧花荚蒾
侧花荚蒾（学名：Viburnum laterale）是五福花科荚蒾属的植物，为中国的特有植物。分布于中国大陆的福建等地，目前尚未由人工引种栽培。